# Pallenopsis forficifera
Pallenopsis forficifera is een zeespin uit de familie Pallenopsidae. De soort behoort tot het geslacht Pallenopsis. Pallenopsis forficifera werd in 1881 voor het eerst wetenschappelijk beschreven door Wilson. 